# Liste der Bürgermeister von Greifswald
Eine Liste der Bürgermeister und Oberbürgermeister der Universitäts- und Hansestadt Greifswald:

## 13. und 14. Jahrhundert
- 1250–1262 Jakob von Treptow
- 1300–1301 Arnold von Greifenhagen
- 1300–1317 Heinrich von Corslaw I.
- 1303–1306 Everhard von Kyl

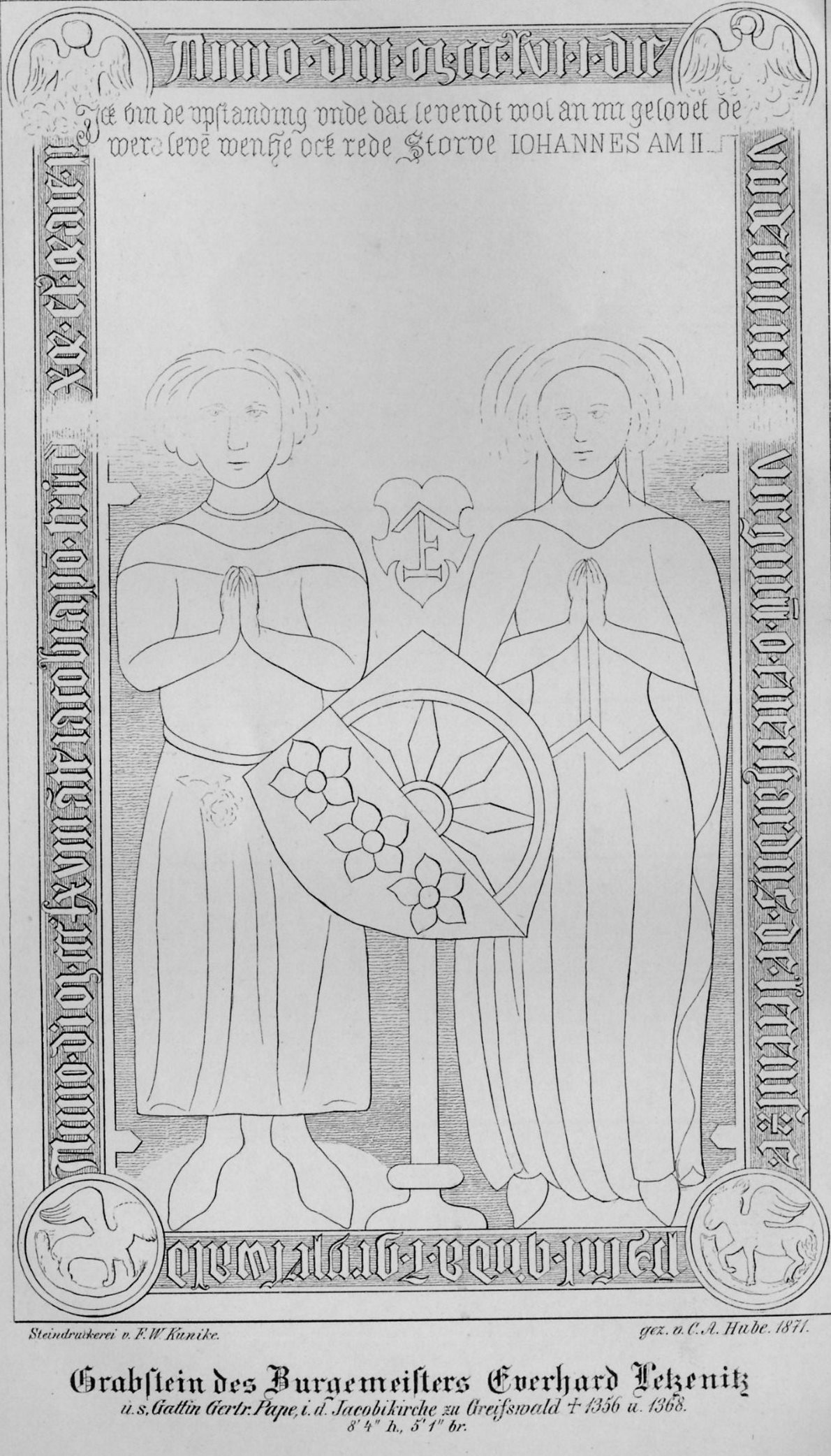
Grabplatte des Bürgermeisters Everhard von Letzenitz in St. Jacobi

- 1303–1304 Johannes Boltonius Grater
- 1303–1307 Everhard Verwer (Colorator)
- 1309–1320 Lamben von Letzenitz
- 1314–1330 Walter von Lübeck I.
- 1326–1338 Heinrich Westphal
- 1326–1338 Rabode
- 1337–1344 Dietrich Schupplenberg
- 1338–1350 Heinrich Lange I.
- 1341–1356 Everhard von Letzenitz
- 1344–1349 Bolto Mulard
- 1351–1379 Magister Everhard Rubenow
- 1354–1365 Heinrich von Lübeck II.
- 1357–1383 Nikolaus Westphal I.
- 1382 0000 Siegfried von Lübeck II.(junior)
- 1370–1382 Arnold Lange I.
- 1380–1382 Gotschalk von Lübeck I.
- 1382 0000 Heinrich Schupplenberg I.
- 1382–1388 Conrad Wreen
- 1382–1396 Johannes Löwe
- 1383–1394 Walter von Lübeck II.
- 1388–1417 Arnold Letzenitz
- 1395–1419 Heinrich Rubenow (I.)
- 1396–1400 Hartwich von Wampen

## 15. Jahrhundert
- 1401–1410 Gotschalk von Lübeck II.
- 1410–1417 Lorenz Bokholt
- 1417–1433 Bertram von Lübeck I.
- 1418–1430 Johann Hilghemann II.
- 1419–1420 Nikolaus Hilghemann
- 1420–1443 Conrad Löwe
- 1430–1443 Gotschalk von Lübeck III.
- 1433–1449 Siegfried Bukow
- 1435 Vicke Lasse
- 1443–1451 Otto Bokholt
- 1443–1477 Heinrich Stilow
- 1449–1462 Heinrich Rubenow III.
- 1451–1463 Dietrich Lange
- 1460–1475 Walter Kannengeter
- 1463 Henning Hennings
- 1463 Nikolaus von der Osten
- 1463–1480 Peter Warschow
- 1476–1482 Henning Pederow
- 1477–1492 Burchard Bertkow
- 1480–1485 Nikolaus Schmiterlow († 1485)

## 16. Jahrhundert
- 1482–1510 Johann Erich II.
- 1485–1525 Wedego Lotze
- 1490–1498 Jacobus Erick
- 1492–1495 Johann Bünsow II.
- 1496–1528 Jakob Kannengeter
- 1510–1518 Johann Stevonlin II.
- 1518–1545 Magister Burchard Beckmann
- 1525–1555 Caspar Bünsow II.
- 1525–1539 Vicco Bolen
- 1535 Gerd Letzenitz
- 1539–1559 Magister Peter Gruel I.
- 1545–1551 Peter Corswant II.
- 1551–1577 Peter Krull
- 1555–1572 Bertram Schmiterlow
- 1559–1580 Peter Frobose
- 1572–1598 Joachim Erich I.
- 1577–1587 Moritz Bünsow
- 1580–1598 Johann Engelbrecht
- 1587–1597 Peter Corswant III.

## 17. Jahrhundert
- 1598–1602 Andreas Schwarz
- 1598–1603 Joachim Brunnemann
- 1598–1604 Nikolaus Schmiterlow (III.)
- 1603–1608 Johann Erich IV.
- 1603–1610 Georg Corswant
- 1607–1613 Martin Völschow III.
- 1608–1631 Peter Dargatz II.
- 1610–1612 Martin Simersdorp II.
- 1613–1636 Christoph Engelbrecht I.
- 1613–1623 Christian Schwarz II.
- 1624 Johann Sduneck
- 1625–1630 Mathias Giese (Gyse)
- 1630–1646 Jakob Stoppel
- 1631–1648 Christian Schwarz III.
- 1636–1672 Peter Corswant IV.
- 1647–1663 Henning Gerdes
- 1649–1689 Caspar Hoyer II.
- 1663–1670 Heinrich Balthasar
- 1672 Johann Christoph Sturtz
- 1672–1675 Christoph Nürenberg
- 1676–1683 Nikolaus Georg Schmiterlow
- 1676–1699 Bernhard Diekman

## 18. Jahrhundert
- 1686–1708 Nikolaus Michaelis
- 1695–1706 Christoph von Corswant II.
- 1703–1709 Daniel von Haltern
- 1707–1728 Johann Georg Cavan[1]
- 1708–1720 Martin Droysen
- 1714–1716 Johann Georg Warnecke
- 1721–1723 Joachim Erich III.
- 1722–1731 Christoph Eichmann
- 1725–1738 Davond Georg Gerdes
- 1732–1744 Jakob Droysen
- 1738–1763 Johann Matthias Gesterding
- 1739–1750 Emanuel Engelbrecht
- 1744–1753 Friedrich Detlof Wilde
- 1751–1753 Thomas Witton
- 1753–1773 Johann Gustav von Balthasar
- 1763–1794 Joachim Christoph Heyn
- 1774–1791 Andreas Christian Odebrecht
- 1785–1792 Balzer Peter Vahl
- 1792–1793 Carl Heinrich Spitt
- 1793–1822 Heinrich Julius Roggenbau
- 1794–1797 Friedrich Droysen
- 1795–1806 Joachim Christian Hasse

## 19. Jahrhundert
- 1798–1833 Siegfried Joachim Meyer
- 1807–1821 Johann Hermann Odebrecht
- 1821–1846 Johann Christian Billroth
- 1833–1843 Carl Gesterding
- 1844–1851 Johann Ernst Ludwig Ziemssen
- 1846–1858 Johann Carl Gottfried Paepke
- 1858–1878 Daniel Joachim Christian Teßmann
- 1878–1896 Hugo Helfritz

## 1900 bis 1950
- 1896–1905 Richard Sigmund Schultze
- 1907–1910 Georg Schlüter
- 1910–1917 Willy Gerding (ab 1913: Oberbürgermeister)
- 1917–1935 Max Fleischmann (Oberbürgermeister)
- 1935–1945 Johann Friedrich Rickels (Oberbürgermeister)
- 1936–1943 Arthur Kamradt (Oberbürgermeister)
- 1945–1945 Richard Schmidt (amtierender Oberbürgermeister, parteilos)
- 1945–1945 Wilhelm Bieg (Oberbürgermeister)
- 1945–1945 Hugo Pfeiffer (Oberbürgermeister)
- 1945–1945 Ewald Rust (Oberbürgermeister)
- 1945–1947 Paul Hoffmann (Oberbürgermeister)
- 1945–1946 Heinrich Rau (Oberbürgermeister, KPD/SED)
- 1947–1949 Max Burwitz (Oberbürgermeister, SED)
- 1947–1950 Karl Bünning (Oberbürgermeister)
- 1950–1950 Hugo Krotz (Oberbürgermeister)

## 1950 bis 1990
- 1950–1952 Charlotte Rostock
- 1952–1953 Fritz Bäz
- 1953–1956 Oskar Mirus
- 1956–1957 Horst Warnke
- 1957–1961 Ingelore Pautsch
- 1961–1970 Erich Neuhaus
- 1970–1972 Dieter Krohn
- 1972–1973 Arthur Lude
- 1973–1984 Horst Hagemann (ab 1974: Oberbürgermeister, SED)
- 1984–1989 Klaus Ewald (Oberbürgermeister, SED)
- 1989–1990 Udo Wellner (Oberbürgermeister, SED)

## Seit 1990
- 1990–1992 Reinhard Glöckner (Oberbürgermeister, CDU)
- 1993–2001 Joachim von der Wense (Oberbürgermeister, CDU)
- 2001–2015 Arthur König (Oberbürgermeister, CDU)
- ab 1. November 2015 Stefan Fassbinder (Oberbürgermeister, Bündnis 90/Die Grünen)[2]